# 6 Pieds sous terre
Pour les articles homonymes, voir Six pieds sous terre.
6 Pieds sous terre est une maison d'édition de bande dessinée fondée en 1991 à Montpellier par Jean-Philippe Garçon, Jean-Christophe Lopez et Jérôme Sié, rejoints peu après par Thierry Durand et Yves Jaumain. Ses locaux sont actuellement[Quand ?] situés à Saint-Jean-de-Védas. 

## Historique
6 Pieds sous terre a débuté par le fanzine Jade, devenu en 1995 une revue de bande dessinée et de critique artistique diffusée en kiosque et tirant jusqu'à 30 000 exemplaires, ce qui en faisait la revue de bande dessinée alternative à plus fort tirage, loin devant Lapin. Après 26 numéros de cette formule, Jade a changé en 2003 de format pour devenir une revue d'étude thématique dont seize numéros ont paru jusqu'en 2015.
Parallèle à Jade, 6 Pieds sous terre a publié à partir de 1995 des albums d'auteurs principalement français dans des styles très variés, de l'humour absurde de Guillaume Bouzard aux expérimentations graphiques d'Ambre en passant par l'adaptation en bande dessinée du polar Le Poulpe.

## Caractéristiques
Cet éditeur a longtemps publié le journal Jade ainsi que :
- Plageman, par Guillaume Bouzard
- Le Poulpe en bande dessinée (divers auteurs)
- Des auteurs tels que Pierre Duba, Ambre, Lionel Tran, Jampur Fraize, Gilles Rochier, Vincent Vanoli, Winshluss, David Vandermeulen, Nikola Witko, Pierre Maurel, Willem, Edmond Baudoin, James, La Tête X, Denys Moreau, etc.

6 Pieds sous terre a également ouvert son catalogue à des auteurs étrangers, notamment à la nouvelle vague ibérique (Lorenzo Gómez, Fermín Solís, Andreu Martín, etc.) mais aussi à des auteurs argentins (Ed), américains (Derek Kirk Kim) ou allemands (Mawil).